# Mittagsdämon
Im Volksglauben der Antike und des Mittelalters war die Vorstellung verbreitet, dass die Mittagsstunde eine bevorzugte Zeit für das Erscheinen von Geistern und Göttern sei, Behauptungen hierzu gibt es noch in der Gegenwart. Der Ausdruck Mittagsdämon als eigener Begriff taucht erstmals in der Septuaginta, der griechischen Übersetzung der hebräischen Bibel aus dem 3. Jahrhundert v. Chr., auf. Im 4. Jahrhundert n. Chr. setzte der Mönch Euagrios Pontikos den Mittagsdämon mit dem der akedia (griech. ἀκήδεια ‚Sorglosigkeit, Nachlässigkeit, Nichtsmachenwollen‘ von κῆδος ‚Sorge‘) gleich, ihm zufolge eins der acht Hauptlaster, aus denen später die sieben Todsünden wurden.

## Der Mittag im Volksglauben
Die Mittagsstunden gelten bis heute vielerorts, vor allem in den Ländern des Mittelmeerraums, als gefährlich und unheilvoll. Im Vordergrund steht dabei die Gefahr des Hitzschlags oder Sonnenstichs; in Griechenland belegen noch in der Gegenwart volkstümliche Ausdrücke, dass er als Attacke von Nymphen oder Nereiden gedeutet wurde, in der Antike spielten daneben die Sirenen (nicht nur für die Seefahrer) eine ähnliche Rolle. Als Symptome der sogenannten „Nympholepsie“ werden Bewegungsunfähigkeit, Krämpfe und Verstummen bzw. delirantes Reden genannt.
Die Sirenen begegnen uns in der Odyssee (12. Gesang, V. 166–196), wo der Mittag zwar nicht ausdrücklich genannt wird, aber die für ihn charakteristische Windstille. Dem Namen nach leiten sie sich ebenso wie der Sirius, der „Hundsstern“, dessen heliakischer Aufgang früher die heißeste Zeit des Jahres einleitete (daher die „Hundstage“), wohl von einem alten Sonnennamen seir her. Die Nymphen werden in Platons Dialog Phaidros angesprochen, wo Sokrates immer wieder auf Zeit und Ort des Gesprächs verweist – es findet mittags nahe einem den Nymphen geweihten Hain statt – und auf die Gefahr, ihnen zum Opfer zu fallen (238 CD: „nympholeptos“). In diesem Zusammenhang vergleicht er sich auch mit Odysseus, der an den Sirenen vorbeifährt (259 A).
Ein weiteres, stets präsentes Thema, das in hellenistischer Zeit noch hervorgehoben wird, sind erotische Träume und Versuchungen, die mit den genannten Wesen, aber auch mit dem Hirtengott Pan in Verbindung gebracht werden. Während die bekannteste Quelle für die Verbindung Pans mit der Mittagszeit, das 1. Idyll des griechischen Dichters Theokritos, nur vom Zorne Pans spricht, wenn er mittags gestört wird, zeigen ihn andere Texte und Vasenmalereien, wie er zur selben Zeit schlafende Hirten aufschreckt und mit aufgerichtetem Glied verfolgt. Die besondere Unruhe, die die Erscheinung Pans auslöste, führte zum Begriff des „panischen“ Schreckens.
Die Mittagsstunde ist auch die Zeit des kürzesten Schattens und des Wechsels vom Aufstieg zum Niedergang der Sonne, in der diese langsamer zu werden oder stillzustehen scheint. Daran knüpfte sich die Vorstellung, dass zu dieser Zeit die Totengeister wiederkehren – sei es, weil die Zeit (die vor dem Gebrauch von Uhren nur mittags genau gemessen werden konnte, eben anhand der Schattenlänge) nun direkt als Zeit erfahren wurde, was auf unheimliche Weise mit der Möglichkeit des eigenen Sterbens konfrontierte; sei es, dass man glaubte, dass zur Mittagszeit die Totengeister an den Menschen ihren Hunger nach Leben befriedigen wollen (weshalb man früher mittags die Tempel verschloss, und bis in die Gegenwart Kirchen und Friedhöfe); oder dass man annahm, dass die Sonne nach ihrer nächtlichen Fahrt durchs Totenreich am Mittag, wenn sie senkrecht darüber steht, eine Verbindung dazu herstellt.
So bildete sich zum Beispiel die Vorstellung der Wilden Jagd aus, eines Totenheers, das um die Mittagszeit zu hören oder auch zu sehen ist. Als seine Anführerin galt Artemis-Hekate, in späterer Zeit „Hellequin“ oder „Herlething“, zwei Namen, die noch später als „Harlekin“ wiederkehren (die naheliegende Verbindung mit Erlkönig stimmt dagegen wohl nicht).
Als Zeit, in der die Totengeister wiederkehren, wurde der Mittag im hohen Mittelalter von der Mitternacht abgelöst – diese wurde mit der Verbreitung von Kirchenuhren allgemein bestimmbar und galt offenbar rasch als noch unheimlicher als der Mittag. Erscheinungen von Mittagsgeistern wurden aber weiterhin angegeben, so in England die der „Mittagshexe“ („noontide hag“, Walter Scott nennt sie 1810 in The Lady of the Lake), in der Bretagne und im Rheinland die von mittäglichen Feldgespenstern.

## Der Mittagsdämon der Septuaginta
Als zu Beginn des 3. Jahrhunderts v. Chr. die hebräische Bibel in Alexandria ins Griechische übersetzt wurde, die sogenannte Septuaginta, wurde ein Ausdruck in Psalm 91, 6 (in der Einheitsübersetzung: „die Seuche, die wütet am Mittag“) mit „daimonion mesembrinon“ – Mittagsdämon wiedergegeben. Im hebräischen Original ist von keinem Dämon die Rede, aber die Entgegensetzung von „Schrecken der Nacht“ und „Pfeil, der am Tag dahinfliegt“ in Vers 5, dann von „Pest, die im Finstern schleicht“ und „Seuche, die wütet am Mittag“ in Vers 6 hatte bereits den Gedanken an das babylonische Götterpaar Lugalgirra und Schitlamta’ea nahegelegt, zwei Erscheinungsformen des Unterweltsgottes Nergal. Der Hitze und der Kälte zugeordnet, galten sie als Auslöser der mittäglichen bzw. mitternächtlichen Fieberanfälle bei der Malaria.
Der Mittagsdämon wird auch im Talmud mehrfach erwähnt. Ins Lateinische wurde der griechische Ausdruck als „daemonium meridianum“ übertragen, worauf der Mittagsdämon im ganzen Raum des Christentums über Jahrhunderte sozusagen zu einer „anerkannten“ Erscheinung wurde. Seine erste Erwähnung auf deutschem Gebiet stammt von Caesarius von Heisterbach in seinem Dialogus miraculorum aus dem 13. Jahrhundert.

## Diana und Meridiana als Mittagsdämonen
Sowohl die römische Jagdgöttin Diana wie auch ihre griechische Entsprechung Artemis wurden in christlichen Quellen mit dem Mittagsdämon identifiziert. Etwa zur selben Zeit, in der die Septuaginta entstand, hatte der ebenfalls in Alexandria lebende Dichter Kallimachos in einem Hymnos auf das Bad der Pallas, also der Göttin Athene, geschildert, wie der mythische Seher Teiresias in der Mittagshitze die Göttin beim Baden überrascht:
„Still ruhte der Mittag am Berg.

(…) Es war die Stunde des Mittags.

Schweigen ringsumher hielt das Gebirge in Bann.“

Sie entdeckt ihn und herrscht ihn an:

„Welcher Daimon geleitete dich auf Pfade des Unheils?“
(Übersetzung E. Howald und E. Staiger)
Zur Strafe blendet sie ihn, schenkt ihm aber die Sehergabe. Kallimachos verweist dabei auf den Mythos von Artemis und Aktaion, in dem dieser in einer ähnlichen Situation von den Hunden der Artemis zerrissen wird. Als Ovid diesen Mythos, der bei ihm von Actaeon und Diana handelt, in den Metamorphosen erzählt (2. Buch, V. 138–252), beschwört er sogar noch ausführlicher die Mittagsglut, in der die Geschichte stattgefunden habe. Dennoch werden diese literarischen Quellen nicht, oder nicht direkt am Ursprung der christlichen Nennung von Diana und Artemis als Mittagsdämonen gestanden haben, dafür deren bereits erwähnte Funktion als mittags erscheinende Totengöttinnen, eine Funktion, die der Mythos spiegelt.
Bei Diana lautet eine weitere, gängige Erklärung, dass der Name als Kurzform von meridiana („die mittägliche“) gelesen werden konnte. Auffällig ist auch, dass die (christlichen) Quellen für beide Namensverwendungen auf keltisches Siedlungsgebiet verweisen: auf Süd- und Mittelfrankreich für Diana, auf das keltische Galatien in Kleinasien für Artemis, als habe hier aufgrund örtlicher Traditionen eine besondere – und besonders hartnäckige – Affinität zu diesen Erscheinungen bestanden.
Der Name „Meridiana“ für den Mittagsdämon kommt in einer Erzählung Walter Maps aus dem 12. Jahrhundert vor, seiner sagenhaften Lebensgeschichte des Papstes Silvester II. in De nugis curialium.
Im slawischen Raum finden sich seit dem 13. Jahrhundert Hinweise auf eine „Mittagsfrau“, die den viel früheren Berichten über die Begegnungen mit Artemis und Diana auffallend ähneln. Ob hier eine Motivwanderung, zum Beispiel aus dem kleinasiatisch-byzantinischen Raum über Russland, stattgefunden hat, ist noch nicht geklärt.

## Mittagsdämon undakedia
Ein weiterer Charakter der Mittagsstunde, der die bisher genannten Merkmale in sich zusammenfasst, ist die Acedia. Thematisiert wurde dieser Zusammenhang von Euagrios Pontikos, einem Griechen, der sich in den letzten Jahrzehnten des 4. Jahrhunderts als Mönch in die ägyptische Wüste südlich von Alexandria zurückzog, wo damals zahlreiche Mönche als Einsiedler lebten:
„Der Dämon der Trägheit, der auch Mittagsdämon genannt wird, ist belastender als alle anderen Dämonen.“
Von Origenes hatte Euagrios die Vorstellung übernommen, dass der Kampf gegen die Sünde ein Kampf gegen Dämonen sei und dass „jeder Sünde ein Engel Satans entspricht“, so Origenes (Übersetzung R. Augst). Origenes beruft sich für diese Idee seinerseits auf das jüdische Testament der zwölf Patriarchen, das aber nicht von Dämonen spricht, sondern vom „Trachten“ des Menschen (hebr. yeser, im erhaltenen griech. Text diaboulion).
Euagrios beschreibt als Symptome der akedia:
- Das Gefühl, dass die Zeit besonders langsam vergehe.
- Den Drang des Mönchs nach draußen, heraus aus seiner Zelle.
- Hass auf das eigene Leben und die eigene Arbeit.
- Die Freunde und Kollegen werden als verständnislos erlebt.
- Ein anderes Leben scheint leichter und glücklicher.

Die Gleichsetzung von akedia und Mittagsdämon wird manchmal schon Origenes zugeschrieben. Die hierbei zitierten Texte des Origenes werden aber neuerdings als unecht angesehen und stammen wohl von Euagrios.
Johannes Cassianus, ein Schüler und Freund des Euagrios, der später in Marseille wirkte und die Gedanken des Euagrios dem Abendland vermittelte, nennt als Ursachen für diesen Zustand neben den klimatischen Bedingungen die Einsamkeit und die besondere Ernährung der Mönche, also ihr häufiges Fasten bzw. ihr nur gelegentliches, abendliches Essen. Im 12. Jahrhundert brachte – vielleicht auch aufgrund einer anderen Erfahrung mönchischen Lebens – Euthymios Zigabenos, ein griechischer Theologe, den Mittagsdämon mit dem Geist der Unzucht in Verbindung, der bei vollem Magen auftrete.
Als gelebte Erfahrung verlor sich die Verknüpfung von Mittagsdämon und Trägheit nach Euagrios allmählich wieder. Sein Trägheitsbegriff blieb jedoch virulent, da er ihn innerhalb einer Lehre der acht Haupt-„Laster“ entwickelte, aus denen, vermittelt durch Johannes Cassian, später die sieben Todsünden wurden.

## … und Melancholie
Die Melancholie, ein Begriff aus der hippokratischen Medizin und der aristotelischen Philosophie, wurde bereits zur Zeit des Euagrios von den Kirchenvätern Hieronymus und Johannes Chrysostomos mit ganz ähnlichen Worten beschrieben wie die akedia von Euagrios. Im Mittelalter, so bei Hugo von St. Viktor, wurde beides ausdrücklich gleichgesetzt. Seither tauchen in Texten über Melancholie immer wieder auch Hinweise auf den Mittagsdämon auf. In jüngster Zeit (2001) nannte zum Beispiel Andrew Solomon seine große Studie über Depression The Noonday Demon (deutscher Titel: Saturns Schatten).

## Vergleichbares Phänomen in der islamischen Kultur
Islamische Quellen weisen wiederholt darauf hin, dass Teufelsgeister (شياطين / Šayāṭīn) besonders zur Mittagszeit aktiv wären. Die Vorstellung lässt sich auch auf ein Prophetenwort zurückführen, demzufolge die Tore zur Hölle geöffnet seien. As-Suyūtī erklärt, dass zur Mittagszeit auch das Iblis (Satan) selbst erscheinen könnte.